# Mitteldeutsche Fußballmeisterschaft 1910/11

VfB Leipzig 1893 – Mitteldeutscher Fußballmeister 1911

Die Mitteldeutsche Fußballmeisterschaft 1910/11 des Verbandes Mitteldeutscher Ballspiel-Vereine (VMBV) war die zehnte Spielzeit der Mitteldeutschen Fußballmeisterschaft. Die diesjährige Meisterschaft wurde erneut mittels regionaler Gauligen ausgetragen deren Sieger in einer K.-o.-Runde aufeinandertrafen. Durch einen verdienten 3:1-Sieg über den Halleschen FC Wacker, konnte Titelverteidiger VfB Leipzig seinen schon sechsten Mitteldeutschen Meistertitel gewinnen. Durch diesen Sieg qualifizierten sich die Sachsen für die Endrunde der Deutschen Meisterschaft. Nach weiteren Siegen über den FC Askania Forst, sowie den Titelverteidiger Karlsruher FV, erreichten die Leipziger nun wiederum das Finale, welches am 4. Juni 1911, gegen den Berliner TuFC Viktoria 89 in Dresden ausgetragen, dann aber mit 1:3 verloren ging.

## Modus
Alle Teilnehmer der Saison 1910/11 waren in 15 Bezirke (Gaue) eingeteilt, deren Sieger die Mitteldeutsche Meisterschaft ausspielten. Neu hinzu, kamen in dieser Spielzeit die 5 Gaue: Altmark, Mittelsachsen (Beitritt des Verbandes Mittelsächsischer Ballspiel-Vereine), Oberlausitz, Südthüringen (Beitritt der Vereinigung Thüringisch-Fränkischer Ballspiel-Vereine zum V.M.B.V.) und Westthüringen (Beitritt des Verbandes Thüringer Ballspiel-Vereine von 1905 und des Verbandes Thüringer Ballspiel-Vereine von 1909), wobei in der Oberlausitz noch kein geregelter Spielbetrieb stattfand. Die Gewinner der Gaue Südthüringen & Westthüringen, waren ebenfalls nicht für die Teilnahme an der Mitteldeutschen Endrunde qualifiziert.
| Gau             | Gaumeister                             |
| --------------- | -------------------------------------- |
| Nordwestsachsen | VfB Leipzig                            |
| Ostsachsen      | Dresdner SC                            |
| Südwestsachsen  | Chemnitzer BC                          |
| Saale           | Hallescher FC Wacker                   |
| Mittelelbe      | FuCC Cricket-Viktoria 1897             |
| Nordthüringen   | SC Erfurt 1895                         |
| Ostthüringen    | FC Carl Zeiss Jena                     |
| Südthüringen    | 1.FC 04 Sonneberg                      |
| Westthüringen   | SC 1904 Schmalkalden SC 1904 Meiningen |
| Vogtland        | FC Apelles Plauen                      |
| Anhalt          | SV Cöthen 02                           |
| Harz            | SK Preußen Halberstadt 09              |
| Altmark         | SC Preußen Stendal                     |
| Oberlausitz     | kein regelm. Spielbetrieb              |
| Mittelsachsen   | Riesaer SV                             |

## Gau Nordwestsachsen
Die 1. Klasse im Gau Nordwestsachsen, wurde ab dieser Spielzeit eingleisig ausgetragen.
| Pl. | Verein                      | Sp. | S  | U | N  | Tore    | Quote | Punkte |
| --- | --------------------------- | --- | -- | - | -- | ------- | ----- | ------ |
| 1.  | VfB Leipzig (MM)&(M)        | 14  | 12 | 2 | 0  | 047:130 | 3,62  | 26:20  |
| 2.  | FC Wacker Leipzig           | 14  | 9  | 1 | 4  | 037:210 | 1,76  | 19:90  |
| 3.  | FC Eintracht Leipzig        | 14  | 8  | 2 | 4  | 041:390 | 1,05  | 18:10  |
| 4.  | Leipziger BC 1893           | 14  | 7  | 0 | 7  | 033:380 | 0,87  | 14:14  |
| 5.  | SpVgg 1899 Leipzig-Lindenau | 14  | 5  | 1 | 8  | 021:290 | 0,72  | 11:17  |
| 6.  | FC Sportfreunde Leipzig     | 14  | 4  | 1 | 9  | 018:260 | 0,69  | 09:19  |
| 7.  | BV Olympia 1896 Leipzig     | 14  | 4  | 0 | 10 | 013:170 | 0,76  | 08:20  |
| 8.  | FC Fortuna Leipzig          | 14  | 3  | 1 | 10 | 016:430 | 0,37  | 07:21  |

| (MM) | Titelverteidiger Mitteldeutschland |
| (M)  | Titelverteidiger Nordwestsachsen   |

Relegationsspiel
| Datum         |                                      | Ergebnis |                                                 |
| ------------- | ------------------------------------ | -------- | ----------------------------------------------- |
| 30. Juni 1911 | SV Helios Leipzig (Sieger 2. Klasse) | 2:1      | FC Fortuna Leipzig (Letztplatzierter 1. Klasse) |

## Gau Ostsachsen
| Pl. | Verein                   | Sp. | S  | U | N  | Tore    | Quote | Punkte |
| --- | ------------------------ | --- | -- | - | -- | ------- | ----- | ------ |
| 1.  | Dresdner SC              | 13  | 10 | 2 | 1  | 065:200 | 3,25  | 22:40  |
| 2.  | Guts Muts Dresden        | 14  | 8  | 2 | 4  | 051:270 | 1,89  | 18:10  |
| 3.  | VfB 1903 Dresden (N)     | 14  | 8  | 1 | 5  | 044:340 | 1,29  | 17:11  |
| 4.  | BC Sportlust Dresden (M) | 14  | 7  | 2 | 5  | 043:370 | 1,16  | 16:12  |
| 5.  | FC Habsburg Dresden (N)  | 14  | 6  | 2 | 6  | 031:300 | 1,03  | 14:14  |
| 6.  | Dresdensia Dresden       | 14  | 6  | 0 | 8  | 032:530 | 0,60  | 12:16  |
| 7.  | Dresdner FC 1893         | 13  | 3  | 1 | 9  | 022:370 | 0,59  | 07:19  |
| 8.  | FV 1900 Sachsen Dresden  | 14  | 2  | 0 | 12 | 020:700 | 0,29  | 04:24  |

| (M) | Titelverteidiger Ostsachsen |
| (N) | Aufsteiger                  |

Relegationsspiel
| Datum        |                                                 | Ergebnis |                                              |
| ------------ | ----------------------------------------------- | -------- | -------------------------------------------- |
| 9. Juli 1911 | FV Sachsen Dresden (Letztplatzierter 1. klasse) | 5:1      | Dresdner Fußballring 1902 (Sieger 2. Klasse) |

## Gau Südwestsachsen
| Pl. | Verein                 | Sp. | S | U | N | Tore    | Quote | Punkte |
| --- | ---------------------- | --- | - | - | - | ------- | ----- | ------ |
| 1.  | Chemnitzer BC          | 10  | 7 | 0 | 3 | 048:200 | 2,40  | 14:60  |
| 2.  | SV Sturm Chemnitz      | 10  | 6 | 0 | 4 | 031:180 | 1,72  | 12:80  |
| 3.  | Mittweidaer BC         | 9   | 6 | 0 | 3 | 044:230 | 1,91  | 12:60  |
| 4.  | Germania Mittweida (M) | 8   | 5 | 1 | 2 | 025:200 | 1,25  | 11:50  |
| 5.  | SC Reunion Chemnitz    | 8   | 2 | 0 | 6 | 015:400 | 0,38  | 04:12  |
| 6.  | Mittweidaer FC 1899    | 6   | 2 | 0 | 4 | 015:200 | 0,75  | 04:80  |
| 7.  | Chemnitzer SC          | 7   | 0 | 1 | 6 | 005:420 | 0,12  | 01:13  |

| (M) | Titelverteidiger Südwestsachsen |

## Gau Saale
| Pl. | Verein                   | Sp. | S | U | N | Tore    | Quote | Punkte |
| --- | ------------------------ | --- | - | - | - | ------- | ----- | ------ |
| 1.  | Hallescher FC Wacker (M) | 8   | 8 | 0 | 0 | 036:400 | 9,00  | 16:0   |
| 2.  | Hallescher FC 1896       | 8   | 6 | 0 | 2 | 029:140 | 2,07  | 12:40  |
| 3.  | FC Hohenzollern Halle    | 8   | 3 | 0 | 5 | 021:340 | 0,62  | 06:10  |
| 4.  | FC Britannia Halle       | 8   | 1 | 1 | 6 | 016:310 | 0,52  | 03:13  |
| 5.  | SV Borussia 02 Halle     | 8   | 1 | 1 | 6 | 020:390 | 0,51  | 03:13  |

| (M) | Titelverteidiger Saale |

Spiel um Platz 4
| Datum              |                    | Ergebnis |                      |
| ------------------ | ------------------ | -------- | -------------------- |
| 2./9. April 1911 a | FC Britannia Halle | 3:2      | SV Borussia 02 Halle |

Relegation
| Datum        |                                                   | Ergebnis  |                                          |
| ------------ | ------------------------------------------------- | --------- | ---------------------------------------- |
| 25. Mai 1911 | SV Borussia 02 Halle (Letztplatzierter 1. Klasse) | 4:3 n. V. | FC Preußen Weißenfels (Sieger 2. Klasse) |

## Gau Mittelelbe
| Pl. | Verein                    | Sp. | S | U | N | Tore    | Quote | Punkte |
| --- | ------------------------- | --- | - | - | - | ------- | ----- | ------ |
| 1.  | FuCC Cricket-Viktoria (M) | 8   | 7 | 0 | 1 | 035:100 | 3,50  | 14:20  |
| 2.  | MFC Viktoria 1896         | 8   | 6 | 0 | 2 | 037:700 | 5,29  | 12:40  |
| 3.  | Magdeburger SC            | 8   | 5 | 0 | 3 | 017:370 | 0,46  | 10:60  |
| 4.  | SC Germania-Jahn 1898     | 8   | 1 | 1 | 6 | 007:180 | 0,39  | 03:13  |
| 5.  | FC Preußen 02 Burg        | 8   | 0 | 1 | 7 | 008:320 | 0,25  | 01:15  |

| (M) | Titelverteidiger Mittelelbe |

Relegationsspiel
| Datum         |                                        | Ergebnis |                                                |
| ------------- | -------------------------------------- | -------- | ---------------------------------------------- |
| 25. Juni 1911 | FC Wacker Magdeburg (Sieger 2. Klasse) | 4:0      | FC Preußen 02 Burg (Letztplatzierter 1.Klasse) |

Damit sicherte sich der FC Wacker Magdeburg den Aufstieg in die 1. Klasse. Der FC Preußen 02 Burg stieg jedoch nicht ab, da die 1. Klasse in der nächsten Saison mit sechs Vereinen ausgespielt wurde.

## Gau Nordthüringen
Der Gau Nordthüringen wurde in dieser Spielzeit mittels zweier Staffeln ausgetragen: Beide Staffelsieger trafen im Gau-Finale aufeinander.

### Staffel A
| Pl. | Verein                     | Sp. | S | U | N | Tore    | Quote | Punkte |
| --- | -------------------------- | --- | - | - | - | ------- | ----- | ------ |
| 1.  | SC Erfurt 1895 (M)         | 8   | 6 | 1 | 1 | 054:180 | 3,00  | 13:30  |
| 2.  | FC Teutonia Mühlhausen (N) | 7   | 5 | 0 | 2 | 027:210 | 1,29  | 10:40  |
| 3.  | FC Germania Erfurt         | 8   | 2 | 1 | 5 | 020:310 | 0,65  | 05:11  |
| 4.  | BC Teutonia Erfurt         | 6   | 2 | 0 | 4 | 016:320 | 0,50  | 04:80  |
| 5.  | FC Borussia Erfurt (N)     | 7   | 2 | 0 | 5 | 016:310 | 0,52  | 04:10  |

| (M) | Titelverteidiger Nordthüringen |
| (N) | Aufsteiger                     |

### Staffel B
| Pl. | Verein                      | Sp. | S | U | N | Tore    | Quote | Punkte |
| --- | --------------------------- | --- | - | - | - | ------- | ----- | ------ |
| 1.  | FC 01 Gotha (N)             | 8   | 6 | 1 | 1 | 012:120 | 1,00  | 13:30  |
| 2.  | FC Germania Mühlhausen (N)  | 8   | 6 | 1 | 1 | 024:500 | 4,80  | 13:30  |
| 3.  | Sp.Abt. des MTV 1897 Erfurt | 7   | 2 | 1 | 4 | 011:160 | 0,69  | 05:90  |
| 4.  | BC 1900 Erfurt (N)          | 7   | 2 | 0 | 5 | 012:210 | 0,57  | 04:10  |
| 5.  | FC Britannia Erfurt         | 6   | 0 | 1 | 5 | 006:110 | 0,55  | 01:11  |

| (N) | Aufsteiger |

Spiel um Platz 1
| Datum            |             | Ergebnis  |                        |
| ---------------- | ----------- | --------- | ---------------------- |
| 12. Februar 1911 | FC 01 Gotha | 2:1 n. V. | FC Germania Mühlhausen |

### Finale Nordthüringen
| Datum            |                                   | Ergebnis |                                |
| ---------------- | --------------------------------- | -------- | ------------------------------ |
| 19. Februar 1911 | SC Erfurt 1895 (Sieger Staffel A) | 5:1      | FC 01 Gotha (Sieger Staffel B) |

## Gau Ostthüringen
| Pl. | Verein                          | Sp. | S | U | N | Tore    | Quote | Punkte |
| --- | ------------------------------- | --- | - | - | - | ------- | ----- | ------ |
| 1.  | FC Carl Zeiss Jena (M)          | 8   | 8 | 0 | 0 | 064:600 | 10,67 | 16:0   |
| 2.  | SC 1903 Weimar                  | 8   | 4 | 1 | 3 | 023:240 | 0,96  | 09:70  |
| 3.  | Sp.Abt. des TV Weimar (N)       | 8   | 3 | 1 | 4 | 018:300 | 0,60  | 07:90  |
| 4.  | SC 1904 Gera                    | 8   | 3 | 0 | 5 | 016:450 | 0,36  | 06:10  |
| 5.  | BC Vimaria 1903 Weimar          | 8   | 1 | 0 | 7 | 012:280 | 0,43  | 02:14  |
| 6.  | SpV Hohenzollern Naumburg c (N) | 0   | 0 | 0 | 0 | 000:000 | 1,00  | 0:0    |

| (M) | Titelverteidiger Ostthüringen |
| (N) | Aufsteiger                    |

## Gau Südthüringen
Der Verband: Vereinigung Thüringisch-Fränkischer Ballspiel-Vereine, beschloss am 5. Juni 1910 den Beitritt zum V.M.B.V. Die betreffenden Vereine wurden in den neu geschaffenen Gau Südthüringen eingegliedert. Der diesjährige Gaumeister durfte jedoch noch nicht an der Ausspielung der Mitteldeutschen Endrunde teilnehmen.
| Pl. | Verein              | Sp. | S | U | N | Tore    | Quote | Punkte |
| --- | ------------------- | --- | - | - | - | ------- | ----- | ------ |
| 1.  | 1. FC 04 Sonneberg  | 8   | 8 | 0 | 0 | 041:200 | 20,50 | 16:0   |
| 2.  | Coburger FC 1907    | 8   | 5 | 0 | 3 | 029:140 | 2,07  | 10:60  |
| 3.  | SC 06 Oberlind      | 8   | 4 | 1 | 3 | 017:120 | 1,42  | 09:70  |
| 4.  | FC Kronach 08       | 8   | 1 | 1 | 6 | 007:590 | 0,12  | 03:13  |
| 5.  | FC Adler Neustadt d | 8   | 1 | 0 | 7 | 003:100 | 0,30  | 02:14  |
| 6.  | SV 08 Steinach e    | 0   | 0 | 0 | 0 | 000:000 | 1,00  | 0:0    |

## Gau Westthüringen
Am 18. Dezember 1910 erfolgte die Aufnahme des Verbandes: Thüringer Ballspiel-Vereine von 1909, in den V.M.B.V. Er bildete die Gruppe Süd im neu geschaffenen Gau Westthüringen. Auch der Verband Thüringer Ballspiel-Vereine von 1905, schloss sich dem V.M.B.V. an und bildete die Gruppe Nord. Am 21. Mai 1911 wurde die Vereinigung beider Gruppen beschlossen, sodass zur kommenden Spielzeit der Gau eingleisig ausgespielt werden konnte. In dieser Spielzeit fand der Spielbetrieb mittels zweier Gruppen statt. Ein Entscheidungsspiel zwischen beiden Gruppensieger gab es nicht. Beide Gruppensieger waren nicht für die Teilnahme an der Mitteldeutsche Endrunde qualifiziert.

### Gruppe Nord
| Pl. | Verein                             | Sp. | S | U | N | Tore    | Quote | Punkte |
| --- | ---------------------------------- | --- | - | - | - | ------- | ----- | ------ |
| 1.  | SC 1904 Meiningen                  | 4   | 3 | 1 | 0 | 015:700 | 2,14  | 07:10  |
| 2.  | FC Breitungen                      | 4   | 3 | 0 | 1 | 010:800 | 1,25  | 06:20  |
| 3.  | Club Heiterkeit der Sp.Abt. Mehlis | 4   | 1 | 1 | 2 | 011:120 | 0,92  | 03:50  |
| 4.  | FC Zella 05                        | 4   | 1 | 0 | 3 | 010:600 | 1,67  | 02:60  |
| 5.  | FC Preußen Suhl                    | 4   | 1 | 0 | 3 | 008:210 | 0,38  | 02:60  |

### Gruppe Süd
| Pl. | Verein                           | Sp. | S | U | N | Tore    | Quote | Punkte |
| --- | -------------------------------- | --- | - | - | - | ------- | ----- | ------ |
| 1.  | SC 1904 Schmalkalden             | 10  | 9 | 0 | 1 | 045:200 | 2,25  | 18:20  |
| 2.  | BC 06 Hildburghausen             | 10  | 8 | 1 | 1 | 055:130 | 4,23  | 17:30  |
| 3.  | FC Teutonia Mittelschmalkalden f | 4   | 1 | 1 | 2 | 011:120 | 0,92  | 03:50  |
| 4.  | SC Schleusingen                  | 6   | 4 | 0 | 2 | 016:150 | 1,07  | 08:40  |
| 5.  | VfB 1909 Meiningen               | 10  | 3 | 0 | 7 | 009:400 | 0,23  | 06:14  |
| 6.  | FC Germania Mehlis               | 10  | 2 | 0 | 8 | 016:430 | 0,37  | 04:16  |
| 7.  | SC Wasungen 08                   | 6   | 0 | 0 | 6 | 012:900 | 1,33  | 0:12   |

## Gau Vogtland
| Pl. | Verein                      | Sp. | S | U | N | Tore    | Quote | Punkte |
| --- | --------------------------- | --- | - | - | - | ------- | ----- | ------ |
| 1.  | FC Apelles Plauen (M)       | 9   | 8 | 1 | 0 | 060:110 | 5,45  | 17:10  |
| 2.  | FC Concordia Plauen         | 10  | 7 | 1 | 2 | 037:260 | 1,42  | 15:50  |
| 3.  | 1. Vogtländischer FC Plauen | 8   | 6 | 0 | 2 | 041:210 | 1,95  | 12:40  |
| 4.  | Plauener BC 1905            | 7   | 3 | 0 | 4 | 011:290 | 0,38  | 06:80  |
| 5.  | FV Wettin Plauen f          | 8   | 1 | 1 | 6 | 009:440 | 0,20  | 03:13  |
| 6.  | FC Britannia 1904 Plauen    | 9   | 1 | 1 | 7 | 023:400 | 0,58  | 03:15  |
| 7.  | FC Wacker Plauen-Reusa (N)  | 5   | 0 | 0 | 5 | 004:140 | 0,29  | 0:10   |

| (M) | Titelverteidiger Vogtland |
| (N) | Aufsteiger                |

## Gau Anhalt
| Pl. | Verein                  | Sp. | S  | U | N | Tore    | Quote | Punkte |
| --- | ----------------------- | --- | -- | - | - | ------- | ----- | ------ |
| 1.  | SV Cöthen 02 (M)        | 12  | 12 | 0 | 0 | 046:700 | 6,57  | 24:0   |
| 2.  | SC Cöthen 09            | 12  | 6  | 1 | 5 | 045:250 | 1,80  | 13:11  |
| 3.  | Dessauer FC 98          | 12  | 5  | 1 | 6 | 026:340 | 0,76  | 11:13  |
| 4.  | Viktoria 03 Zerbst      | 12  | 5  | 1 | 6 | 022:350 | 0,63  | 11:13  |
| 5.  | Cöthener FC Germania 03 | 12  | 5  | 0 | 7 | 037:430 | 0,86  | 10:14  |
| 6.  | SV 07 Bernburg          | 12  | 4  | 0 | 8 | 024:250 | 0,96  | 08:16  |
| 7.  | FC Dessau 05            | 12  | 3  | 1 | 8 | 017:450 | 0,38  | 07:17  |

| (M) | Titelverteidiger Anhalt |

## Gau Harz
Die 1. Klasse des Gau Harz war in dieser Spielzeit in zwei Gruppen unterteilt. Beide Gruppensieger spielten in einem Finale den Teilnehmer an der Mitteldeutschen Endrunde aus. Zur kommenden Spielzeit wurde die 1. Klasse wieder eingleisig ausgetragen.

### Bezirk Ost
| Pl. | Verein                           | Sp. | S | U | N | Tore    | Quote | Punkte |
| --- | -------------------------------- | --- | - | - | - | ------- | ----- | ------ |
| 1.  | FC Askania Aschersleben (N)      | 3   | 3 | 0 | 0 | 009:200 | 4,50  | 06:0   |
| 2.  | LBC 1908 Staßfurt g (N)          | 3   | 1 | 0 | 2 | 000:400 | 0,00  | 02:40  |
| 3.  | 1. FC Burgund Aschersleben g (N) | 4   | 0 | 0 | 4 | 002:500 | 0,40  | 0:80   |

| (N) | Aufsteiger |

### Bezirk West
| Pl. | Verein                            | Sp. | S | U | N | Tore    | Quote | Punkte |
| --- | --------------------------------- | --- | - | - | - | ------- | ----- | ------ |
| 1.  | Preußen Halberstadt               | 6   | 5 | 0 | 1 | 019:600 | 3,17  | 10:20  |
| 2.  | FK Britannia Quedlinburg h        | 6   | 4 | 0 | 2 | 004:120 | 0,33  | 08:40  |
| 3.  | FC Germania Halberstadt           | 6   | 3 | 0 | 3 | 010:150 | 0,67  | 06:60  |
| 4.  | FK Hohenzollern Quedlinburg i (M) | 6   | 0 | 0 | 6 | 000:000 | 1,00  | 0:12   |

| (M) | Titelverteidiger Harz |

### Finale Harz
| Datum            |                                                | Ergebnis | !Ort                                                        |
| ---------------- | ---------------------------------------------- | -------- | ----------------------------------------------------------- |
| 12. Februar 1911 | SK Preußen Halberstadt 09 (Sieger Bezirk West) | 4:0      | FC Askania Aschersleben (Sieger Bezirk Ost) \|\|Quedlinburg |

## Gau Altmark
Der 1. Klasse im neugegründeten Gau Altmark wurde in dieser Spielzeit in zwei Gruppen ausgespielt. Beide Gruppensieger spielten im Finale den Teilnehmer an der Mitteldeutschen Endrunde aus. Bisher sind nur die Gruppensieger und die weiteren Teilnehmer überliefert.

### Ostbezirk
| Pl. | Verein                    |
| --- | ------------------------- |
| 1.  | RBC 1909 Rathenow         |
|     | 1. FC Saxonia Tangermünde |
|     | FC Spartanus 06 Rathenow  |
|     | Rathenower FC 1909        |

### Westbezirk
| Pl. | Verein                      |
| --- | --------------------------- |
| 1.  | SC Preußen Stendal          |
|     | FC Viktoria 09 Stendal      |
|     | SC Herta Wittenberge        |
|     | FC Minerva 1909 Wittenberge |

### Finale Altmark
|                                  | Ergebnis |                                         |
| -------------------------------- | -------- | --------------------------------------- |
| RBC Rathenow (Sieger Gruppe Ost) | 5:2 j    | SC Preußen Stendal (Sieger Gruppe West) |

## Gau Oberlausitz
Am 6. Januar 1911 fand in Bautzen die Gründung des Gau Oberlausitz seitens des V.M.B.V. statt. Es wurden in dieser Spielzeit nur wenige Spiele ausgetragen, weil die Saison-Zeit für die Abwicklung eines regulären Ligabetriebs nicht mehr ausreichte.

## Gau Mittelsachsen
Der Verband Mittelsächsischer Ballspiel-Vereine schloss sich am Ende der letzten Spielzeit dem V.M.B.V. an und bildete den neu eingerichteten Gau Mittelsachsen.
| Pl. | Verein           | Sp. | S | U | N | Tore    | Quote | Punkte |
| --- | ---------------- | --- | - | - | - | ------- | ----- | ------ |
| 1.  | Riesaer SV       | 6   | 5 | 0 | 1 | 016:500 | 3,20  | 10:20  |
| 2.  | Döbelner SC 1902 | 6   | 5 | 0 | 1 | 005:400 | 1,25  | 10:20  |
| 3.  | FC 1901 Roßwein  | 6   | 1 | 0 | 5 | 000:700 | 0,00  | 02:10  |
| 4.  | TuSV Oschatz     | 6   | 1 | 0 | 5 | 000:500 | 0,00  | 02:10  |

## Meisterschafts-Endrunde
Die Meisterschafts-Endrunde fand im K.-o.-System statt. Qualifiziert waren, (außer den Gewinnern der Gaue: Harz, Südthüringen und Westthüringen), alle Gau-Meister.
 Der VfB Leipzig sicherte sich am Ende seine 6. Mitteldeutsche Fußballmeisterschaft.

### Vorrunde
| Datum |                                                         | Ergebnis  |                                             | Ort         |
| --- | ------------------------------------------------------- | --------- | ------------------------------------------- | ----------- |
| 12. März 1911                                                                                                  | SC Erfurt 1895 (Sieger Gau Nordthüringen)               | 10:00     | SK Preußen Halberstadt 09 (Sieger Gau Harz) | Weißenfels  |
| 12. März 1911                                                                                                  | FC Carl Zeiss Jena (Sieger Gau Ostthüringen)            | 2:6       | Hallescher FC Wacker (Sieger Gau Saale)     | Erfurt      |
| 12. März 1911                                                                                                  | FC Apelles Plauen (Sieger Gau Vogtland)                 | 3:2 n. V. | Chemnitzer BC (Sieger Gau Südwestsachsen)   | Falkenstein |
| 12. März 1911                                                                                                  | FuCC Cricket-Viktoria Magdeburg (Sieger Gau Mittelelbe) | 2:1       | Riesaer SV (Sieger Gau Mittelsachsen)       | Halle       |
| 12. März 1911                                                                                                  | SV Cöthen 02 (Sieger Gau Anhalt)                        | 1:7       | VfB Leipzig (Sieger Gau Nordwestsachsen)    | Cöthen      |
| Der Dresdner SC, (Sieger Gau Ostsachsen) und der SC Preußen Stendal, (Sieger Gau Altmark), erhielten Freilose. |                                                         |           |                                             |             |

### Viertelfinale
| Datum                                                                |                      | Ergebnis |                                 | Ort     |
| -------------------------------------------------------------------- | -------------------- | -------- | ------------------------------- | ------- |
| 19. März 1911                                                        | Hallescher FC Wacker | 3:1      | Dresdner SC                     | Leipzig |
| 19. März 1911                                                        | SC Preußen Stendal   | 00:12    | FuCC Cricket-Viktoria Magdeburg | Stendal |
| 19. März 1911                                                        | VfB Leipzig          | 3:1      | FC Apelles Plauen               | Dresden |
| Der SC Erfurt 1895, (Sieger Gau Nordthüringen), erhielt ein Freilos. |                      |          |                                 |         |

### Halbfinale
| Datum         |                                 | Ergebnis |                | Ort       |
| ------------- | ------------------------------- | -------- | -------------- | --------- |
| 26. März 1911 | FuCC Cricket-Viktoria Magdeburg | 0:1      | VfB Leipzig    | Magdeburg |
| 26. März 1811 | Hallescher FC Wacker            | 3:1      | SC Erfurt 1895 | Halle     |

### Finale
| Datum         |             | Ergebnis |                      | Ort     |
| ------------- | ----------- | -------- | -------------------- | ------- |
| 2. April 1911 | VfB Leipzig | 3:1      | Hallescher FC Wacker | Leipzig |